# K7리그 남원
K7리그 남원(K7 League Namwon)은 대한민국 전북특별자치도 남원시에서 진행되는 축구 대회이다.

## 역사
2017년에 '디비전7 남원시 리그'라는 이름으로 시작되었다. 2017년 시즌부터 단일 권역으로 6개 선수단이 참가하고 있다. 2017년 시즌에 70분(전·후반 각 35분) 경기로 진행되었다. 2018년 시즌까지 70분(전·후반 각 35분) 경기로 진행되었고, 2019년 시즌부터 60분(전·후반 각 30분) 경기로 진행되고 있다.

## 시즌별 결과
| 시즌   | 권역 | 선수단 | 우승 | 준우승 | 승격         | 비고                               |
| ------ | ---- | ------ | ---- | ------ | ------------ | ---------------------------------- |
| 2017년 | 1개  | 6팀    | 불명 | 불명   | 남원 칼라 FC | 승격팀은 2018년 K6리그 전북에 참가 |
| 2018년 | 1개  | 6팀    |      |        |              |                                    |
| 2019년 | 1개  | 6팀    |      |        |              |                                    |

## 같이 보기
- K7리그